# Сандблом, Хэддон
Хэддон Хаббард (Санни) Сандблом (англ. Haddon Hubbard "Sunny" Sundblom) (22 июня 1899 — 10 марта 1976) — американский художник, создавший образ Санта-Клауса для компании «Кока-Кола».

## Происхождение
Сандблом родился в городке Маскигон (штат Мичиган), в семье, говорящей по-шведски. Его отец, Карл Вильгельм Сандблом (англ. Karl Wilhelm Sundblom), до приезда в США жил на хуторе Норргордс (швед. Norrgårds) сельского поселения Сонбонда общины Фёглё, в шведскоговорящей части Аландских (Оландских) островов. В то время это было Великое княжество Финляндское, входившее в состав Российской империи (теперь Финляндия). Мать художника, Карин Андерссон, была родом из Швеции. Сандблом учился в Американской академии искусств (Иллинойс, Чикаго).

## Творчество
Наиболее известны работы Сандблома в рекламе, в особенности популярен Санта-Клаус, которого он нарисовал в 1930-е гг. для компании «Кока-Кола». С того времени Санта, добрый сказочный дедушка, изображённый художником, превратился в ключевую фигуру рождественских праздников. Изображения Санты, выполненные Хэддоном Сандбломом, до сих пор используются компанией «Кока-Кола» и приобрели такую популярность, что молва стала приписывать именно этому художнику идею создания современного образа Санта-Клауса.
Согласно сведениям компании «Кока-Кола»:
|  | За вдохновением Сандблом обратился к поэме Клемента Мура «Ночь перед Рождеством, или визит Святого Николая» (1822). Трактовка Клемента Мура способствовала очень «человечному» изображению святого в виде дружелюбного, весьма добродушного и приятного толстяка. В последующие 33 года Сандблом писал портреты Санта-Клауса, которые действительно помогли созданию современного образа Санты — такого, каким его представляют люди всех возрастов, живущие в разных уголках земного шара. |

Сандблом придумал и нарисовал ещё один талисман «Кока-Колы» — мальчика-эльфа Спрайт-Боя (англ. Sprite Boy), персонажа рекламной продукции компании в 1940-х и 1950-х.
Полагают, что работы Сандблома оказали существенное влияние на творчество многих успешных художников, таких как Джил Элвгрен, Эдвард Рунчи (англ. Edward Runci), Джойс Баллантайн, Арт Фрам и Гарри Экман, создававших глянцевые постеры в стиле пин-ап.
В середине 1930-х Хэддон начал рисовать гламурные настенные плакаты (англ. pin-up) и картинки для календарей с элементами эротики. Последним заказом Сандблома стала иллюстрация для обложки рождественского выпуска журнала Playboy (1972).
Искусствовед Роджер Т. Рид (англ. Roger T. Reed), президент художественной галереи Illustration House, отмечал:
|  | К Сандблому прочно приклеился ярлык художника, который нарисовал Санту для «Кока-Колы». Но эта трактовка слишком банальна, поскольку Сандблом являлся центральной фигурой для искусства рекламы XX столетия, и в большей степени, чем любой иной живописец, включая Нормана Роквелла, проиллюстрировал, что такое американская мечта — ведь он работал практически для всех компаний из списка Fortune 500. |

В числе изображений, использующихся до сих пор, — логотип компании Quaker Oats, при создании которого художнику позировал его помощник Гарольд Мак-Колей.